# ایرما ۱۷۷

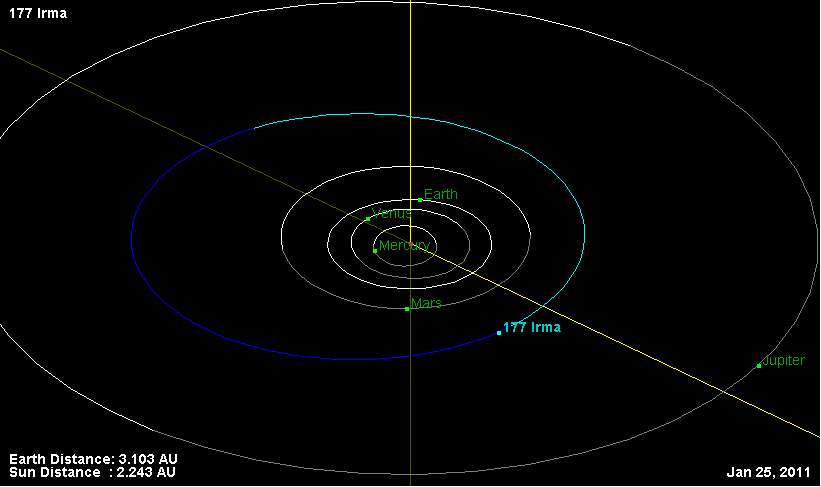
نمایی از محل قرارگیری سیارک ایرما ۱۷۷ در مدار – ۲۰۱۱

سیارک ۱۷۷ (به انگلیسی: 177 Irma) صد و هفتاد و هفتمین سیارک کشف شده‌است که در ۵ نوامبر ۱۸۷۷ و در پاریس کشف شد.
قدر مطلق سیارک برابر ۹٫۴۹ است.